# Tahara (Aiči)
Tahara (japonsky:田原市 Tahara-ši) je japonské město v prefektuře Aiči na ostrově Honšú. Žije zde přes 60 tisíc obyvatel. Město je důležiutým dopravním uzlem. Působí zde 6 středních škol a 3 vysoké školy.

## Partnerská města
- Georgetown, Kentucky, Spojené státy americké (20. duben 1990)
- Kchun-šan, Čína (14. květen 1993)
- Princeton, Indiana, Spojené státy americké (8. srpen 2002)